# Xylocopa aruana
Xylocopa aruana är en biart som beskrevs av Conrad Ritsema 1876. Xylocopa aruana ingår i släktet snickarbin, och familjen långtungebin. Inga underarter finns listade i Catalogue of Life.

## Bildgalleri

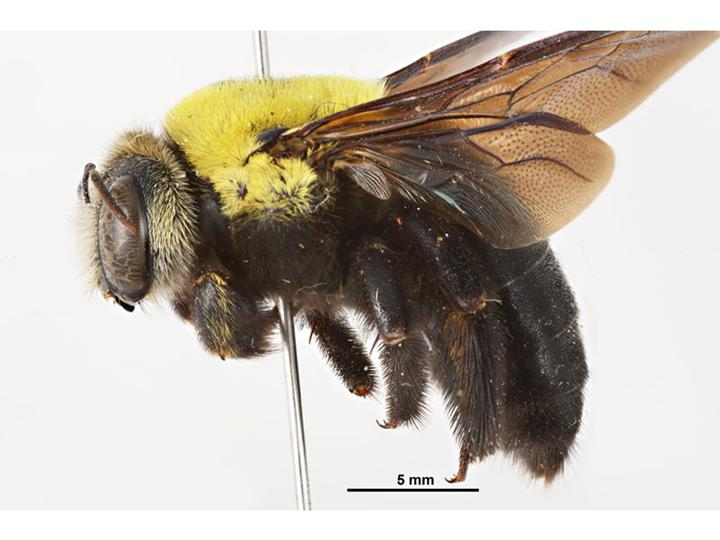
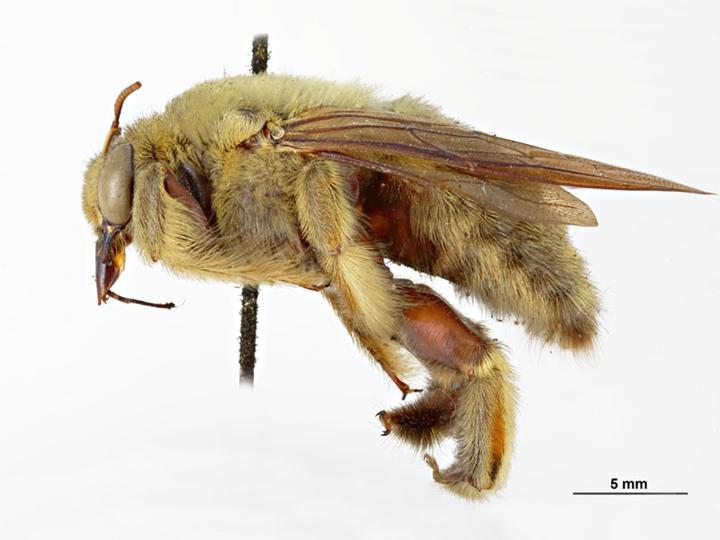